# Liz Cheney
Elizabeth Lynne Cheney (født 28. juli 1966) er en amerikansk advokat og politiker. Hun var medlem af Repræsentanternes Hus i USA for Wyoming fra 2017 til 2023. Hun var formand for House Republican Conference, den tredjehøjeste position i den republikanske gruppe i Repræsentanternes Hus, fra 2019 til 2021.
Cheney er den ældste datter af den tidligere vicepræsident Dick Cheney og andendame Lynne Cheney. Hun har haft flere stillinger i det amerikanske udenrigsministerium under George W. Bushs regering, bl.a. som vicestatssekretær for nærøstlige anliggender og som koordinator for bredere initiativer i Mellemøsten og Nordafrika. Hun støttede et regimeskift i Iran, mens hun var formand for Iran Syria Policy and Operations Group sammen med Elliott Abrams. I 2009 grundlagde Cheney og Bill Kristol Keep America Safe, en nonprofitorganisation, der beskæftiger sig med nationale sikkerhedsspørgsmål, og som støttede Bush-Cheney-administrationens holdninger. Hun var kandidat til valget til det amerikanske senat i Wyoming i 2014, hvor hun udfordrede den dengang siddende senator Mike Enzi, inden hun trak sig fra valget. I Repræsentanternes Hus havde hun samme mandat, som hendes far havde fra 1979 til 1989.
Cheney betragtes som en førende ideologisk konservativ i Bush-Cheney-æraens tradition og en repræsentant for det republikanske establishment, Cheney er neokonservativ, kendt for sit fokus på national sikkerhed, støtte til det amerikanske militær, en pro-business holdning, høgeagtige udenrigspolitiske synspunkter og finanspolitisk og social konservatisme. Hun anses for at være en af lederne af det republikanske partis neokonservative fløj og var kritisk over for Donald Trumps udenrigspolitik, men stemte samtidig standhaftigt for Trumps overordnede dagsorden.
Cheney støttede rigsretssagen mod Donald Trump i 2021 for hans rolle i stormen på United States Capitol 2021. På grund af hendes holdning til stormen på Capitol, hendes støtte til rigsretssagen og modstand mod Trumps falske historie om et stjålet valg forsøgte medlemmer af Freedom Caucus i House Republican Conference, der støtter Trump, at fjerne hende fra partiledelsen i februar 2021. Det forsøg mislykkedes, og Cheney forblev konferenceformand indtil midten af maj, hvor pro-Trump-medlemmer af Repræsentanternes Hus igen pressede på for at få hende fjernet. Med husets mindretalsleder Kevin McCarthys støtte blev Cheney fjernet fra sin post. I juli 2021 udpegede formand Nancy Pelosi Cheney til husets udvalg om angrebet den 6. januar. To måneder senere blev hun næstformand for udvalget.
Den 16. august 2022 tabte Cheney Wyomings republikanske primærvalg om opstilling til Repræsentanternes Hus til Harriet Hageman, der blev støttet af Trump, i et jordskredsvalg, idet hun kun fik 28,9 % af stemmerne Hendes mandatperiode udløb den 3. januar 2023. Cheney har sagt, at hun har til hensigt at være "lederen, en af lederne, i en kamp for at hjælpe med at genoprette vores parti", og at hun måske er interesseret i at stille op til præsidentvalget.